# Vår store Gud gör stora under
Vår store Gud gör stora under är en missionspsalm av folkskolläraren och predikanten Nils Frykman från 1877. Melodin är ur "Melodier till Sions Nya Sånger 1873".

## Publicerad som
- Nr 564 i Svenska Missionsförbundets sångbok 1920 under rubriken "Inre mission".
- Nr 155 i Fridstoner 1926 under rubriken "Missionssånger".
- Nr 367 i Frälsningsarméns sångbok 1929 under rubriken "Jubel, erfarenhet och vittnesbörd".
- Nr 367 i Musik till Frälsningsarméns sångbok 1930.
- Nr 397 i Segertoner 1930 under rubriken "Verksamhet och mission".
- Nr 540 i Sionstoner 1935 under rubriken "Inre mission".
- Nr 498 i Guds lov 1935 under rubriken "Missionssånger".
- Nr 354 i Frälsningsarméns sångbok 1968 under rubriken "Jubel och tacksägelse".
- Nr 746 i Lova Herren 1988 under rubriken "Mission".
- Nr 101 i  Den svenska psalmboken 1986, 1986 års Cecilia-psalmbok, Psalmer och Sånger 1987, Segertoner 1988 och Frälsningsarméns sångbok 1990  under rubriken "Vittnesbörd-tjänst-mission".